# 대구제일교회

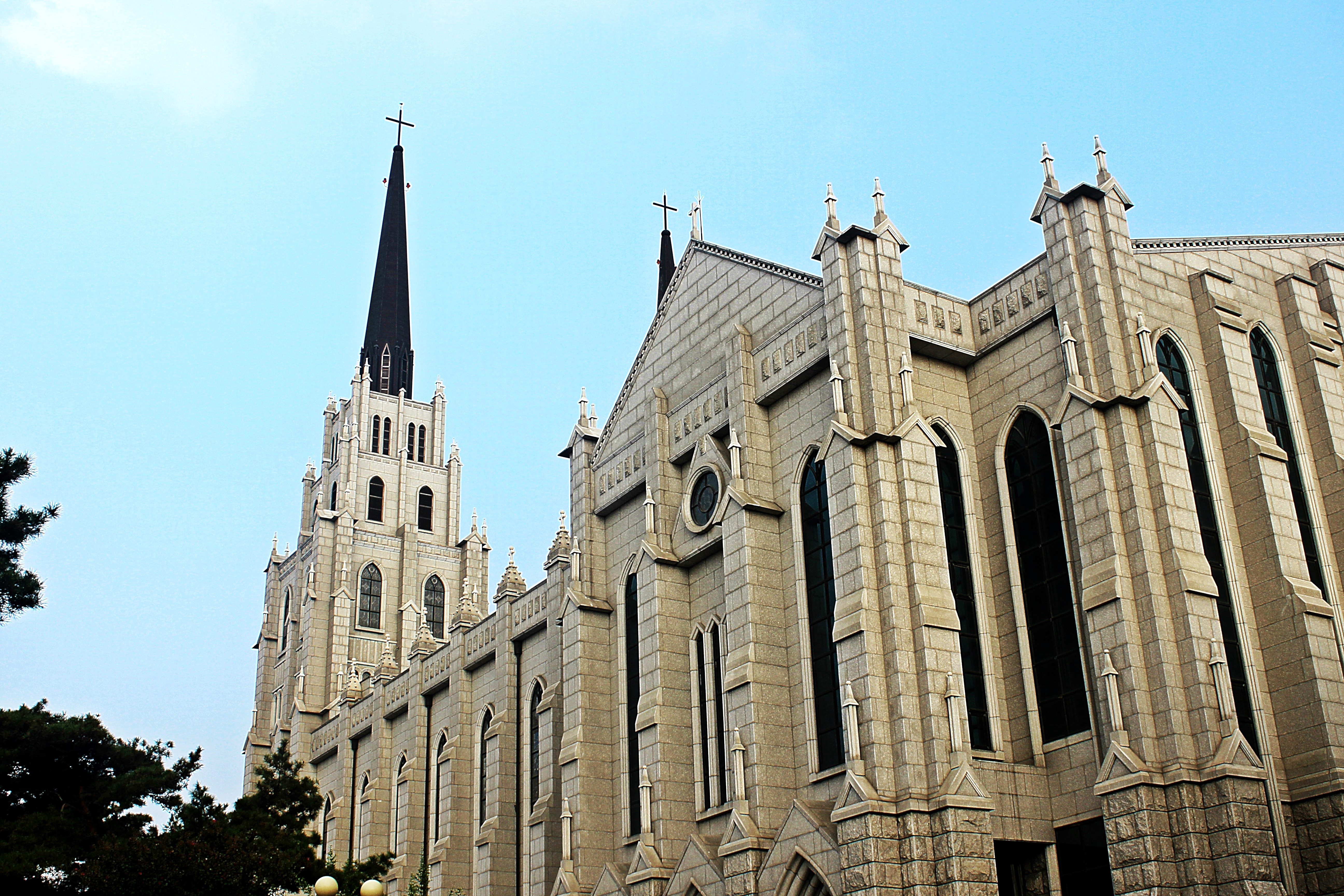
대구제일교회

대구제일교회(大邱第一敎會)는 대한민국의 장로교 교회이다. 대구광역시 중구 국채보상로102길 50에 있다.

## 개요
조선 말기인 1893년에 야소교회당(耶蘇敎會堂)라는 이름으로 설립된 오래된 교회이다.
미국 북장로회 소속의 배위량이 1893년 4월에 대구를 방문하여 개척 전도를 하면서 예배를 시작한 것이 시초이다. 1897년 선교사 안의와가 정착하면서 본격적으로 발전하기 시작했다.
대구제일교회는 경상북도 및 대구 지역 최초의 개신교 교회이며 대구제일교회에서 분립 및 개척된 교회만 20여 개에 이른다. 1959년 대한예수교장로회가 분열될 때 통합 측을 택해 예장통합 경북노회 소속이다.
대구광역시 중구 국채보상로102길 50에 있는 옛 예배당은 대구광역시 유형문화재 제30호로 지정되어 있다.

## 연혁
- 1893년 4월 22일: 교회 창립
- 1896년 1월: 교회당 대지 구입 (대구 중구 남성로)
- 1899년 2월: 대구 제중원 설립[2]
- 1900년 11월 11일: 대남학교, 신명여자학교 설립[3]
- 1906년 10월 15일: 계성학교 설립[4]
- 1917년 7월: 성가대 조직
- 1921년 10월 27일: 대남유치원 개원
- 1933년 9월 30일: 교회명을 제일교회로 개칭
- 1933년 10월 8일: 주일학교 전국대회 개최
- 1996년 : 대구 중구 동산동으로 이전
- 2007년 6월 4일: 고용수 목사 부임(12대 담임목사)
- 2010년 12월 12일: 박창운 목사 부임(13대 담임목사)
- 2013년 4월 21일: 교회창립 120주년 기념예배

## 문화재 지정
1996년 동산동으로 이전하기 전의 교회당인 남성로의 선교관 건물은 1992년 1월 7일 대구광역시 지방유형문화재 제30호로 지정되어 있다. 고딕 건축 양식으로 지어진 벽돌 건물이다.

## 같이 보기
- 계명대학교 동산의료원
- 계성고등학교
- 계성중학교

## 참고자료
- 대구제일교회 - 국가유산청 국가유산포털
- 이상근 (편) (1983). 《대구제일교회 90년사》. 대구: 대구제일교회.